# فيلي بوبو
فيلي بوبو (بالإنجليزية: Willie Bobo)‏ هو عازف جاز أمريكي، ولد في 28 فبراير 1934 في نيويورك في الولايات المتحدة، وتوفي في 15 سبتمبر 1983 في لوس أنجلوس في الولايات المتحدة بسبب سرطان.

## وصلات خارجية
- فيلي بوبو على موقع IMDb (الإنجليزية)
- فيلي بوبو على موقع ميوزك برينز (الإنجليزية)
- فيلي بوبو على موقع أول ميوزيك (الإنجليزية)
- فيلي بوبو على موقع ديسكوغز (الإنجليزية)